# Doug Furnas
Dwight Douglas Furnas (* 11. Dezember 1959 in Commerce, Oklahoma; † 2. März 2012 in Tucson, Arizona) war ein US-amerikanischer Wrestler und Gewichtheber, der vor allem unter seinem Ringnamen Doug Furnas bekannt wurde. Er arbeitete unter anderem für WCW, ECW, WWF und insbesondere All Japan Pro Wrestling, wo er den Großteil seiner aktiven Zeit verbrachte. Bekannt wurde er vor allem als eine Hälfte des Tag-Teams The Can-Am Express mit Partner Philip Lafond.

## Leben
Dwight Douglas Furnas wuchs in Commerce, Oklahoma als Sohn einer Bauernfamilie auf. Furnas begann schon in jungen Jahren mit der Farmarbeit und half seiner Familie die mehr als 200 Acre umfassende Farm zu bewirtschaften. Bereits als Jugendlicher trat er im Rodeo auf, bis er bei einem Verkehrsunfall beinahe ums Leben kam. Ein betrunkener Fahrer fuhr als Geisterfahrer in das Familienauto hinein. Er kam jedoch wieder zu Kräften und spielte an der High School zusammen mit seinem Bruder Mike Furnas American Football. Während Mike als Offensiv- und Defensiv-Lineman eingesetzt wurde, wurde Doug Sprinter und Fullback. Ihr Team gewann die Staatsmeisterschaft und die beiden durften im The Oil Bowl antreten und waren auch dort siegreich. Am Junior College spielten sie für die Northeastern A&M, die in diesem Jahr die Nationale Meisterschaft gewannen. Aus diesem Team gingen unter anderem die späteren NFL-Stars Willie Gault und Reggie White hervor. Anschließend wechselten sie an die University of Tennessee (UT). Doug und Mike Furnas spielten später für die Denver Broncos. Nach einer ersten Verletzung wurde er jedoch nicht mehr eingesetzt und war nur kurzfristig im Practice Squad der Broncos.
Die beiden Brüder beschlossen daher American Football hinter sich zu lassen. Unter Dennis Wright, einem ehemaligen Weltmeister, trainierten sie beide an der UT nun als Gewichtheber. Doug Furnas war der dritte Mann nach Don Reinhoudt und Bill Kazmaier, der 2.400 Pound heben konnte und der erste, der dies zweimal schaffte. Das erste Mal gelang ihm dies bei den APF World Championship in Maui, Hawaii, das zweite Mal bei den APF Nationalmeisterschaften in Minnesota. 1986, auf dem Höhepunkt seiner Karriere, verließ er den Sport, um professioneller Wrestler zu werden. Als er 1986 mit dem Gewichtheben aufhörte, hatte er 29 Weltrekorde erzielt, wovon heute noch zwei in der Gewichtsklasse 242 Pound bestehen, einer in der Kniebeuge (881.75 Pounds) und einer im Kreuzheben (766 Pound).
Seine Wrestlingkarriere begann 1986. Er ging zu All Japan Pro Wrestling, wo er ab 1989 zusammen mit Dan Kroffat das legendäre Tag-Team The Can-Am Express bildete. Die beiden gewannen zwischen 1989 und 1986 fünfmal die AJPW All Asia Tag Team Championship. Beide gingen anschließend zu Extreme Championship Wrestling, wo sie ebenfalls die Tag-Team-Gürtel gewinnen durften. 1996 traten sie erstmals in der World Wrestling Federation auf. Ihr Debüt gaben sie beim Pay-Per-View Survivor Series. Die Karriere nahm jedoch nicht so richtig Fahrt auf. Eine Fehde hatten sie mit The British Bulldogs und bei der Survivor Series 1998 durften sie im „Team Canada“ zusammen mit Bret Hart antreten.
Ein Autounfall beendete schließlich Furnas Wrestlingkarriere. Während einer nächtlichen Fahrt von einer WWF-Veranstaltung zur nächsten, schlief der Fahrer des Vans ein und verursachte einen schweren Autounfall. Furnas wurde so schwer verletzt, dass er 18 Monate brauchte, um sich von den Folgen zu erholen. 2000 beendete er deshalb seine Wrestlingkarriere. Er arbeitete anschließend in der Jugendhilfe. Zusammen mit seiner Frau betrieb er später ein Heim für misshandelte Jungen und bewirtschaftete die Familienfarm, bis er auf Grund seiner fortschreitenden Parkinson-Erkrankung alle Aktivitäten einschränken musste. Am 2. März 2012 starb Doug Furnas an den Folgen seiner Erkrankung. Als offizielle Todesursache wurde Arteriosklerose und Arterielle Hypertonie angegeben. Laut Aussagen seiner Frau starb er friedlich im Schlaf.

## Erfolge im Wrestling
- All Japan Pro Wrestling
  - 5× All Asia Tag Team Championship mit Dan Kroffat als The Can-Am Express
- Extreme Championship Wrestling
  - 1× ECW World Tag Team Championship mit Dan Kroffat als The Can-Am Express
- Pro Wrestling Illustrated
  - Platz 138 der 500 besten Single-Wrestler 1997
- Universal Wrestling Association
  - 2× UWA World Tag Team Championship mit Dan Kroffat als The Can-Am Express
- USA Wrestling
  - 1× USA Heavyweight Championship[5]
  - 1× USA Tennessee Heavyweight Championship[5]